# Hakonechloa macra
Hakonechloa macra är en gräsart som först beskrevs av William Munro, och fick sitt nu gällande namn av Masaji Masazi Honda. Hakonechloa macra ingår i släktet Hakonechloa och familjen gräs. Inga underarter finns listade i Catalogue of Life.

## Bildgalleri

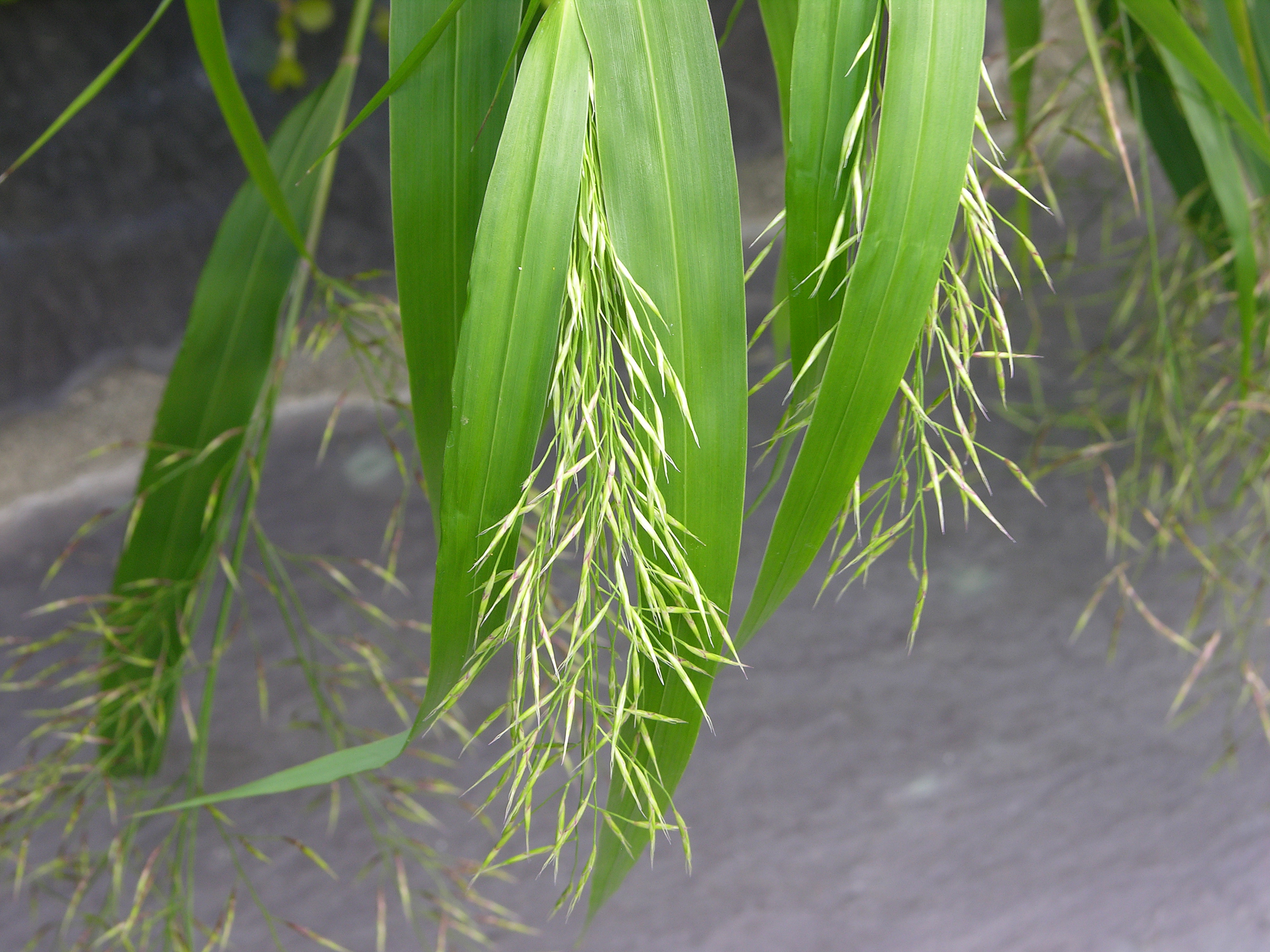
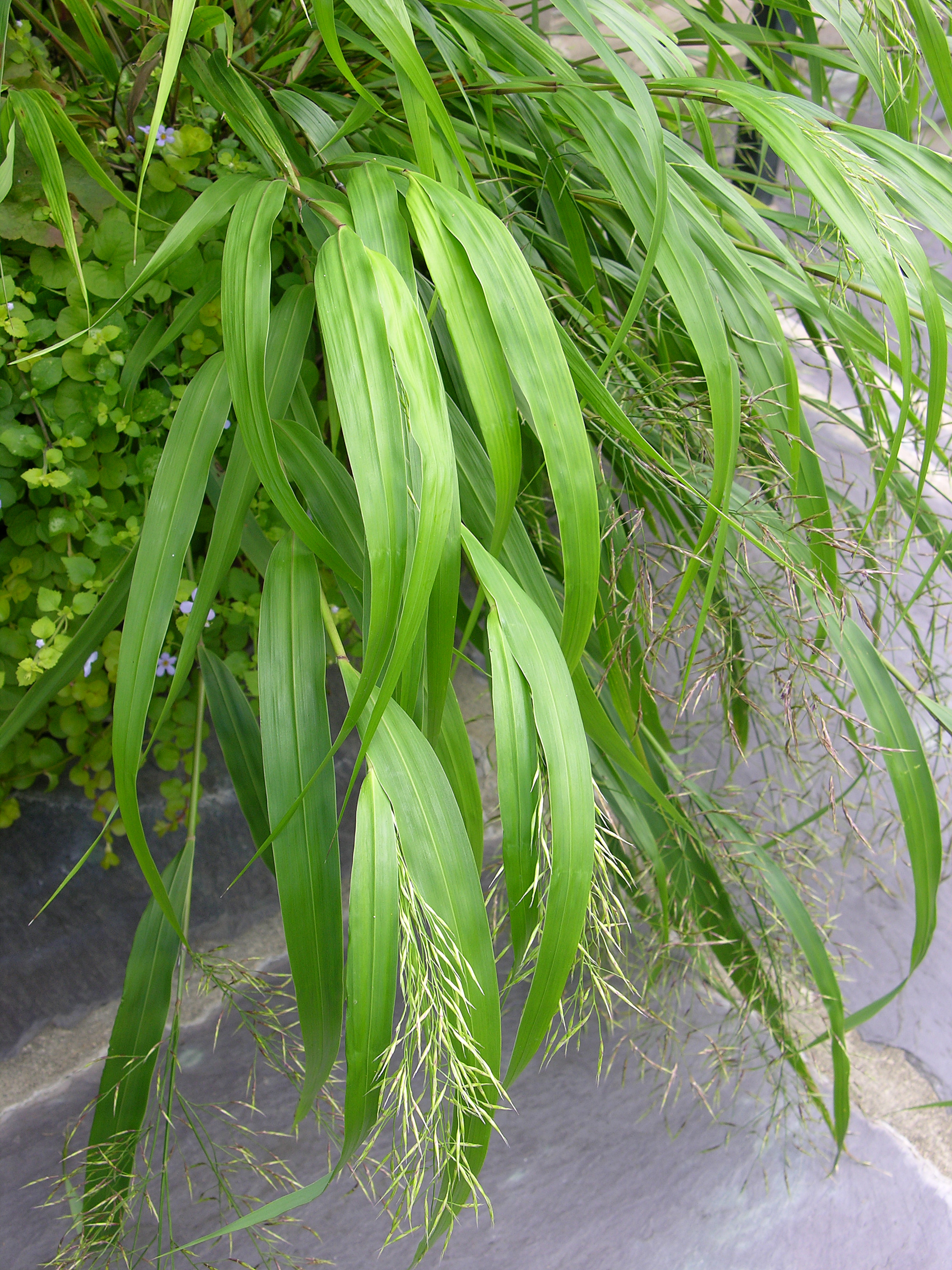
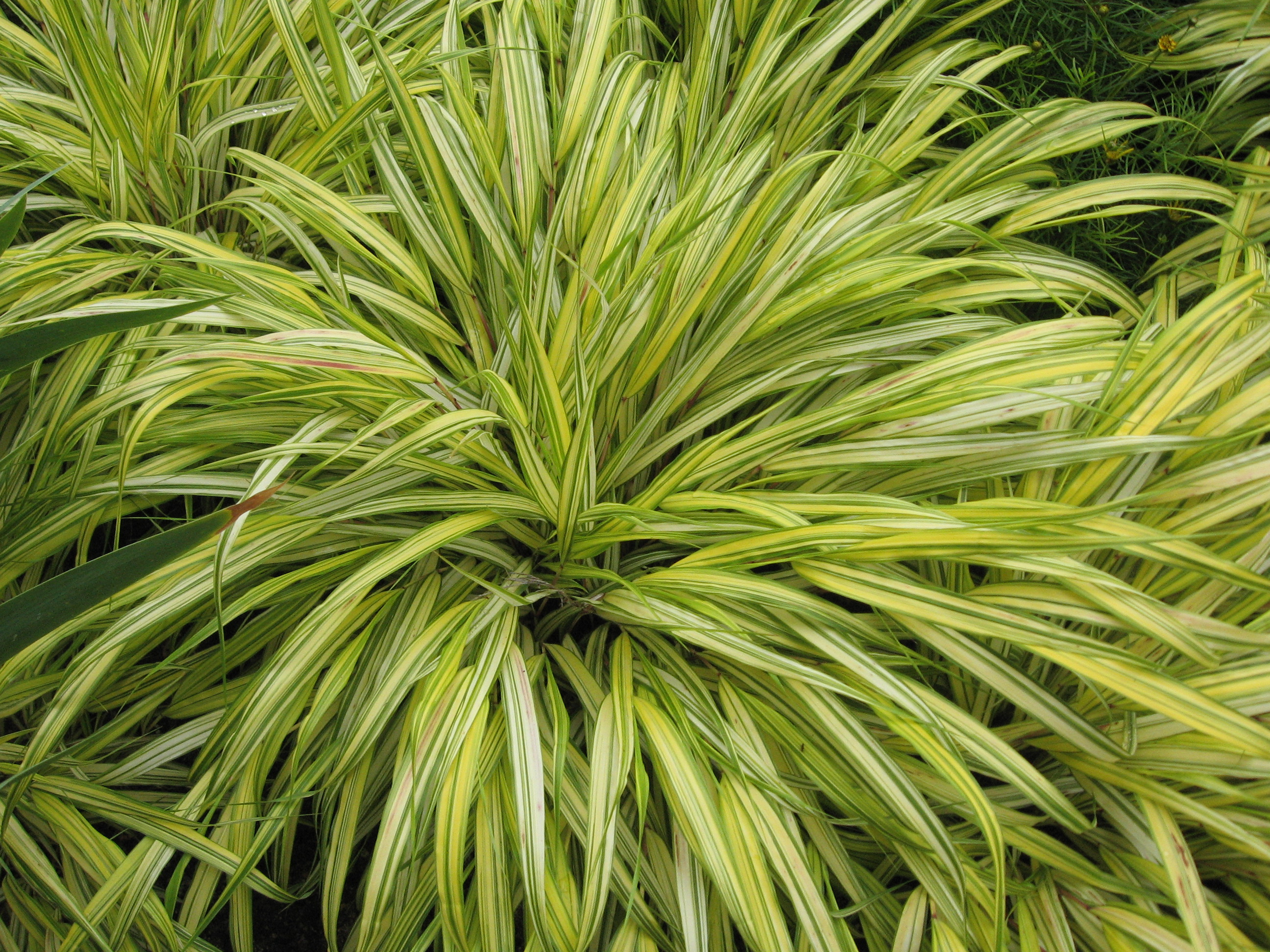